# Donus multifidus
Donus multifidus (Israelson, 1984) é uma espécie de gorgulho endémica na ilha de Santa Maria, Açores.